# 歸綏戰鬥
歸綏戰鬥發生於1937年9月26日－10月12日，地點則在中國綏東一帶。是抗日戰爭主要戰鬥之一，交戰一方為守軍之國民革命軍東北挺進軍，另一方則為日軍察哈爾派遣兵團。戰鬥以日軍獲勝告終，於10月12日攻佔歸綏。